# شرکت نفت جامائیکا
شرکت نفت جامائیکا (انگلیسی: Petroleum Corporation of Jamaica) شرکت دولتی نفت و گاز جامائیکایی است، که در سال ۱۹۷۵ تأسیس شد.